# فواز المبيلش
فواز خالد المبيلش هو لاعب كرة قدم كويتي يشغل مركز مهاجم ضمن صفوف النصر في الدوري الكويتي الممتاز.

## المسيرة الرياضية
انضم فواز إلى صفوف نادي النصر في يوليو 2024، بعد انتقاله من نادي الكويت على سبيل الإعارة. يتميز بالسرعة والقدرة على الاختراق والتسديد، مما أكسبه جائزة «أفضل لاعب الجولة السادسة عشرة» في الدوري موسم 2024–25.

## المشاركات الدولية
مثل فواز المنتخب الكويتي في بعض مواجهات ودية ودولية، وورد اسمه ضمن قوام المنتخب في حملات التصفيات المؤهلة لبطولات قارية.